# Gare de Laragne
La gare de Laragne est une gare ferroviaire française de la ligne de Lyon-Perrache à Marseille-Saint-Charles (via Grenoble), située sur le territoire de la commune de Laragne-Montéglin, dans le département des Hautes-Alpes, en région Provence-Alpes-Côte d'Azur (PACA). 
Elle est mise en service en 1875 par la Compagnie des chemins de fer de Paris à Lyon et à la Méditerranée (PLM). 
C'est une gare voyageurs de la Société nationale des chemins de fer français (SNCF), desservie par des trains TER PACA.

## Situation ferroviaire
Établie à 573 mètres d'altitude, la gare de Laragne est située au point kilométrique (PK) 271,586 à de la ligne de Lyon-Perrache à Marseille-Saint-Charles (via Grenoble), entre les gares ouvertes de Serres et de Sisteron. En direction de Serres, s'intercalent les haltes fermée d'Eyguians - Orpierre et de Montrond, et en direction de Sisteron, s'intercale la gare fermée de Mison.
C'est une gare d'évitement, avec une deuxième voie pour le croisement des trains sur une ligne à voie unique.

## Histoire
Laragne est mise en service par la Compagnie des chemins de fer de Paris à Lyon et à la Méditerranée (PLM) lorsqu'elle ouvre au service la section de Veynes à Sisteron, le 1er février 1875
Elle figure dans la nomenclature 1911 des gares, stations et haltes, de la Compagnie des chemins de fer de Paris à Lyon et à la Méditerranée, c'est une gare nommée Laragne. Elle porte le no 5 de la section Lyon à Grenoble et à Marseille (suite). C'est une gare : qui peut seulement expédier des dépêches privées ; qui est ouverte au service complet de la grande vitesse (GV) et de la petite vitesse (PV), « à l'exclusion des chevaux chargés dans des wagons-écuries s'ouvrant en bout et des voitures à 4 roues, à deux fonds et à deux banquettes dans l'intérieur, omnibus, diligences, etc ».

## Fréquentation
De 2015 à 2023, selon les estimations de la SNCF, la fréquentation annuelle de la gare s'élève aux nombres indiqués dans le tableau ci-dessous.
| Année     | 2015   | 2016   | 2017   | 2018   | 2019   | 2020  | 2021   | 2022   | 2023   |
| --------- | ------ | ------ | ------ | ------ | ------ | ----- | ------ | ------ | ------ |
| Voyageurs | 24 927 | 24 148 | 24 952 | 20 265 | 17 947 | 9 031 | 12 238 | 18 312 | 19 873 |

## Service des voyageurs

### Accueil
Halte SNCF, elle dispose d'un bâtiment voyageurs.

### Guichet
Une présence commerciale est assurée (hors jour fériés) en gare les :
- Mardi et Jeudi : de 9h45 à 12h15

### Desserte
Laragne est desservie par les trains TER PACA de la relation de Marseille-Saint-Charles à Briançon (ou Gap).

### Intermodalité
Un parc pour les vélos et un parking pour les véhicules y sont aménagés. 
Elle est également desservie par des cars TER des relations Manosque - Gréoux-les-Bains, ou Château-Arnoux, à Veynes - Dévoluy.